# Arctodiaptomus stephanidesi
Arctodiaptomus stephanidesi — вид дрібних прісноводних веслоногих ракоподібних родини Diaptomidae.

## Спосіб життя
Мешкає переважно в мілких тимчасових ставках та калюжах. Зокрема на острові Керкіра мешкає і в постійних водоймах. Підвид Arctodiaptomus stephanidesi bulgaricus був виявлений у Болгарії в стагнуючих водоймах, хоча не відмічався там після 1959 року

## Ареал
Ареал простягається від Південної та Східної Європи до сходу Туранської низовини в Середній Азії. Поширений на Сицилії, материковій та острівній Греції, в Північній Македонії, Болгарії, у країнах Близького Сходу.